# Opstand van Dos de Mayo
Bij de Opstand van 2 mei in 1808 (Spaans: Levantamiento del Dos de Mayo) kwam de bevolking van Madrid in opstand tegen de Franse troepen die door keizer Napoleon waren gestuurd om Spanje te bezetten. De opstand was de eerste stap naar de Spaanse Onafhankelijkheidsoorlog.

## Aanloop
Madrid werd op 23 maart 1808 ingenomen door de Franse troepen. Koning Karel IV van Spanje trad af ten gunste van zijn zoon Ferdinand VII. Ten tijde van de opstand verbleven de nieuwe en de voormalige koning van Spanje in de Franse stad Bayonne. Een poging van de Franse generaal Joachim Murat om de jongste dochter en de jongste zoon van Karel IV te verplaatsen naar Bayonne, ontketende een opstand in de Madrid. De golf van woede werd nog eens versterkt doordat Napoleon zijn broer Jozef Bonaparte tot koning van Spanje uitriep.

## De opstand
Het stadsbestuur van Madrid ging in eerste instantie niet akkoord met de plannen van Murat om de kinderen van Karel IV weg te brengen uit de stad, maar na een bericht van Ferdinand ging het stadsbestuur alsnog akkoord. Op 2 mei verzamelde zich een grote menigte op het plein voor het Koninklijk Paleis. De menigte bestormde het paleis om de reis van Francisco de Paula te voorkomen. Murat stuurde een bataljon grenadiers van de Keizerlijke Garde en een artilleriedetachement om de opstand in te perken. Toen de Franse soldaten het vuur openden op de verzamelde menigte, begon al snel de opstand zich te verspreiden over de rest van de stad.
Al snel volgden verschillende straatgevechten verspreid door de stad toen de slecht bewapende inwoners van Madrid de Franse troepen te lijf gingen. Joachim Murat had al vrij snel veel van zijn troepen de stad in kunnen brengen en de hevigste gevechten werden uitgevochten op de Puerta del Sol en de Puerta del Toledo. Langzamerhand wist Murat de overhand te krijgen in de straatgevechten. Sommige van de Spaanse troepen die in de stad gelegerd waren namen algauw deel aan de opstand. De twee leiders van de Spaanse soldaten Pedro Velarde y Santillán en Luís Daoíz y Torres stierven tijdens de gevechten rond de barakken waar Franse troepen gelegerd waren. De twee legerleiders worden nog steeds als helden vereerd.

## Nasleep

Goya's: El tres de mayo de 1808 en Madrid, over de massa-executie op 3 mei 1808.

De repressie na het neerslaan van de opstand was hard. Murat stelde een militaire commissie in op de avond van 2 mei die onder leiding stond van Emmanuel de Grouchy. Deze commissie kreeg het recht om elke gevangene die het Franse leger had gemaakt een doodvonnis op te leggen. Murat was van mening dat alleen terreur een volgende opstand in de stad zou kunnen voorkomen. Er werden bevelen uitgevaardigd waarin de burgers hun wapens moesten inleveren en openbare vergaderingen werden ook verboden. De honderden gevangenen die waren gemaakt werden de volgende dag geëxecuteerd. Deze massa-executie is geschilderd door Francisco Goya met de naam De Derde van Mei 1808. Daarnaast werden er ook beelden en verhalen verspreid over de heroïek van de Spanjaarden, van wie Manuela Malasaña een van de beroemdste is.
Toen het bericht van de hard neergeslagen opstand de burgemeester van de plaats Móstoles bereikte ging hij al snel samen met een collega over tot een oorlogsverklaring tegen de Fransen. Hiermee was de Spaanse Onafhankelijkheidsoorlog in gang gezet.
Uiteindelijk zorgden de onrusten in Madrid er ook voor dat er in Portugal opstanden uitbraken tegen het Franse gezag.

## Herdenking

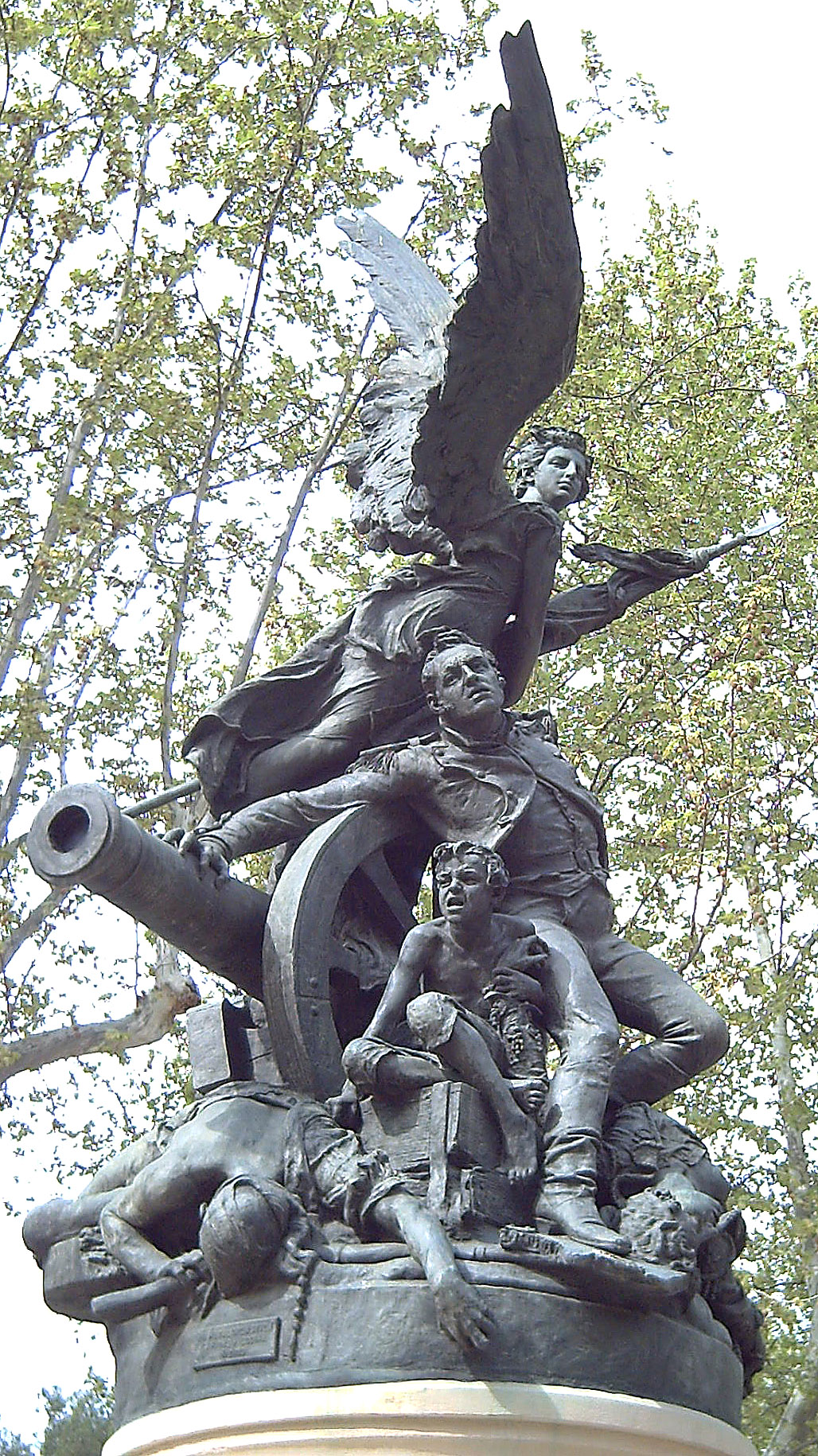
De Helden van de Tweede van Mei, Madrid

De dag 2 mei is tegenwoordig een regionale feestdag in de regio Madrid. De plaats waar de barakken van Montoleón lagen is hernoemd naar Plaza 2 de Mayo. Er bevinden zich in de stad verschillende monumenten die herinneren aan de volksopstand.